# Neptis kahoga
Neptis kahoga är en fjärilsart som beskrevs av Hans Fruhstorfer 1908. Neptis kahoga ingår i släktet Neptis och familjen praktfjärilar. Inga underarter finns listade i Catalogue of Life.